# جو بيني (مونتير)
جو بيني (بالإنجليزية: Joe Bini)‏ (و. 1963  م) هو مونتير، وكاتب سيناريو أمريكي، ولد في سان ماتيو، كاليفورنيا.

## وصلات خارجية
- جو بيني على موقع IMDb (الإنجليزية)
- جو بيني على موقع قاعدة بيانات الأفلام العربية
- جو بيني على موقع ألو سيني (الفرنسية)
- جو بيني على موقع ميوزك برينز (الإنجليزية)
- جو بيني على موقع أول موفي (الإنجليزية)
- جو بيني على موقع قاعدة بيانات الأفلام السويدية (السويدية)
- جو بيني على موقع قاعدة بيانات الفيلم (الإنجليزية)
- جو بيني على موقع كينوبويسك (الروسية)